# Michiel Roscam Abbing
Michiel Roscam Abbing (Vlissingen, 30 oktober 1958) is een Nederlands politicoloog en schrijver over vooral Rembrandt, kunstgeschiedenis, natuur en milieu.

## Familie
Abbing is een lid van het patriciaatsgeslacht Abbing en een en zoon van ds. Arnout Diederik Herman Roscam Abbing (1924-2004) en diens tweede echtgenote Bernarda Margaretha van Hoogstraten (1933), lid van de familie Van Hoogstraten.

## Leven en werk
Roscam Abbing promoveerde in 1999 aan de Universiteit van Amsterdam op Rembrant toont sijn konst, een studie naar enkele Rembrandt-documenten. Hij is auteur van meerdere publicaties over Rembrandt, waaronder een overzicht van nieuwe Rembrandt-documenten (2006). Hij is verwant aan de 17de-eeuwse schilder Samuel van Hoogstraten, over wie hij ook heeft gepubliceerd.
In 1999 verscheen van zijn hand een studie over de besluitvorming rond de Betuwelijn: Hoe spoort het water? Ontspoorde besluitvorming Betuwelijn; een analyse van genegeerde alternatieven. Hij ontplooide daarnaast als schrijver en activist initiatieven tegen de aanleg van de lijn.

## Geselecteerde bibliografie
- 2012: Nederland Waterland. Holland Land of Water, Hilversum, Lias. ISBN 978 90 8803 023 9
- 2008: Nationale parken van Nederland. Natuur om te koesteren, Utrecht, Kosmos. ISBN 90-215-3512-2
- 2006: Rembrandt 2006. Volume I Essays about Rembrandt (als editeur) en Volume II New Rembrandt Documents. Foleor Publishers, Leiden. Respectievelijk ISBN 90-75035-23-3 en ISBN 90-75035-24-1.
- 2006: Rembrandt voor Dummies (ism Arthur Graaff; Addison Wesley, 2006, ISBN 9043012807)
- 2006: Rembrandts Olifant. Het verhaal van Hansken; Engelstalige editie Rembrandt's Elephant. The Story of Hansken Leporello, Amsterdam, respectievelijk ISBN 908087454 X en ISBN 90-808745-6-6.
- 2005: Rembrandt, Leven en werk van de grootste schilder aller tijden. Kosmos-Z & K. ISBN 9021584832 Nederlandstalige editie, ISBN 902158493X, en diverse buitenlandse edities.
- 1999: Rembrant toont sijn konst. Bijdragen over Rembrandt-documenten uit de periode 1648-1756) (proefschrift, UvA). Leiden, Primavera Pers 1999. ISBN 90-74310-59-1.
- 1999: Hoe spoort het water? Ontspoorde besluitvorming Betuwelijn; een analyse van genegeerde alternatieven. I.s.m. Prof. ir. A.A.J. Pols en ir. M. Bierman. TU Delft/SISWO.
- 1993: De schilder & schrijver Samuel van Hoogstraten 1627-1678. Eigentijdse bronnen & oeuvre van gesigneerde schilderijen. Leiden, Primavera Pers. ISBN 90-74310-09-5.
- 1987: Van Hoogstraten: iconografie van een familie, Amsterdam (eigen beheer). ISBN 90-9001820-4